# Serge Leurs
Serge Leurs (1963) is een Vlaamse regisseur.
Leurs is vooral bekend van de VTM-dramareeksen Ons Geluk en Bex & Blanche. Tevens regisseerde hij kinderreeksen De grote boze wolf show en Bumba. Naast de televisiereeksen is hij regisseur van heel wat videoclips (van onder meer Natalia, Clouseau, Xink, Sylver en Belle Pérez), documentaires en promotiefilms.
Sinds 2010 is hij ook actief als beeldhouwer en was in 2015 tweede laureaat van de Nationale Wedstrijd voor Beeldhouwkunst August Vermeylen. Werkte samen met Dirk Brossé aan de grote natuurreeks en film Onze Natuur in 2022.

## Filmografie
- 1989 - Ogen - blikken in Brussel
- 1991 - The Scabs, a royal Portrait
- 1992 - Sanseveria
- 1993 - Als het leven een nieuwe wending neemt
- 1993 - Bex & Blanche
- 1995 - Ons geluk
- 1998 - Toeren tussen torens
- 2000 - De grote boze wolf show
- 2002 - Dom Bosschaert
- 2004 - Bumba
- 2005 - Nachtlicht
- 2007 - Groene Vingers
- 2009 - Zeppe en Zikki
- 2014 - De Rupelstreek
- 2016 - Bergkoning in Brons
- 2022 - Onze Natuur, de film
- 2023 - Onze natuur TV-reeks
- 2023 - Het verlangen om in de wolken een huis te bouwen, portret Luk Van Soom

- Biblioteca Nacional de España: XX4886299
- International Standard Name Identifier: 0000 0000 7762 8905
- Nederlandse Thesaurus van Auteursnamen: 256530688
- Virtual International Authority File: 107559883
- WorldCat: E39PBJrKPvqQbQ79KjFhp4gqcP